# 島原号

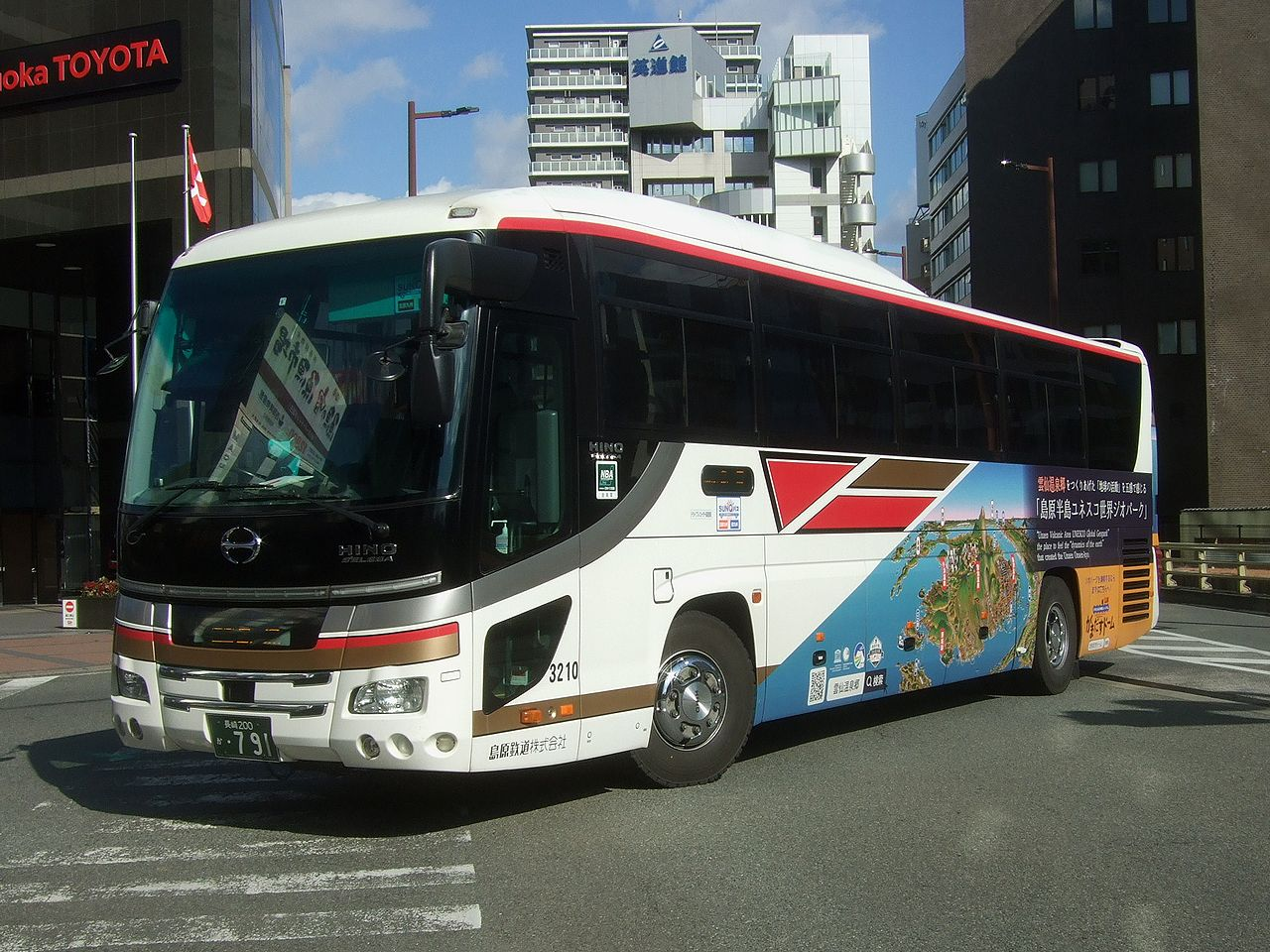
島原号（島原鉄道）

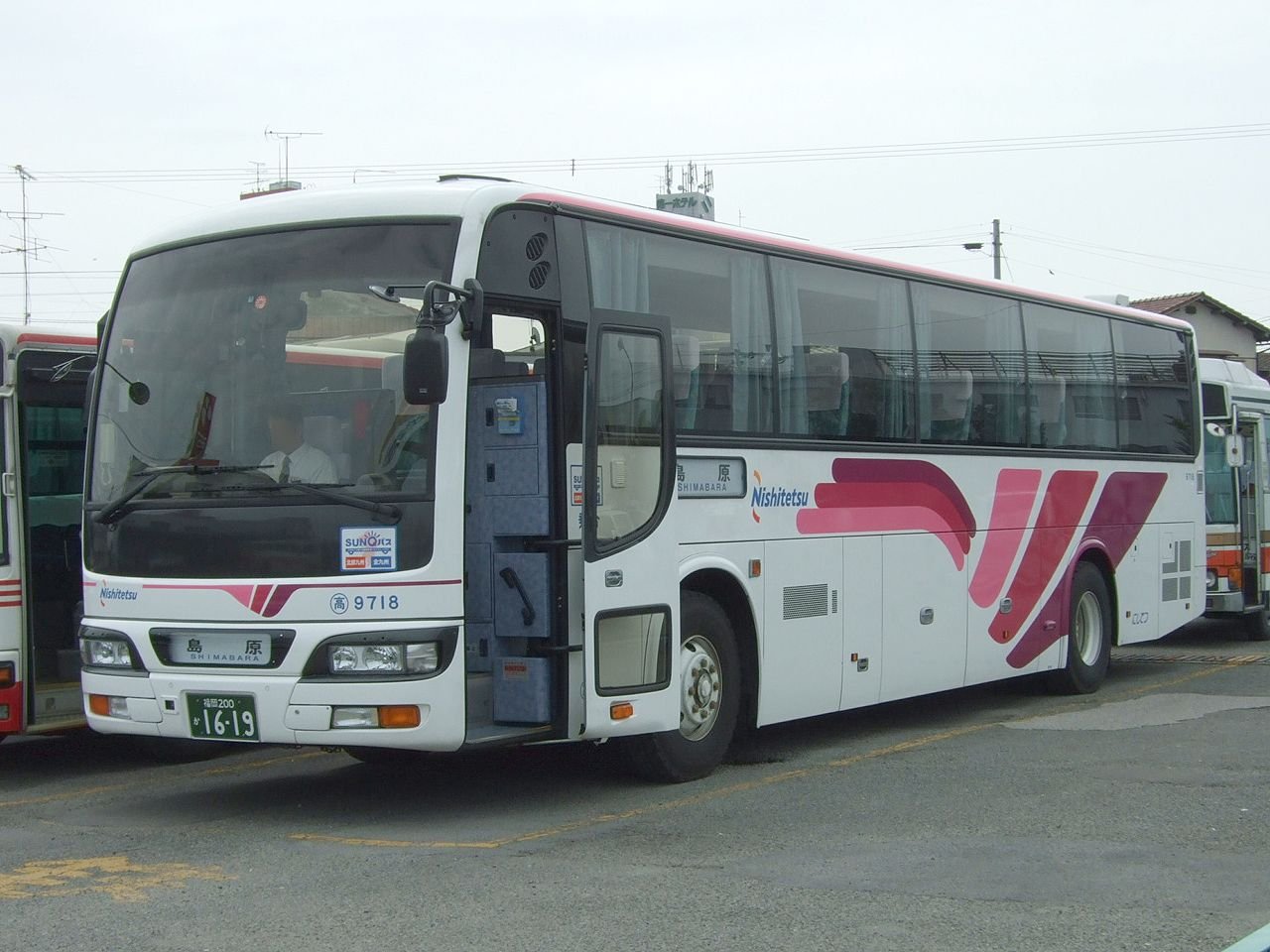
島原号（西日本鉄道）

島原号（しまばらごう）は、福岡市と諫早市・雲仙市・島原市を結ぶ、西日本鉄道（西鉄）・島原鉄道（島鉄）が運行する高速バス路線である。なお、本記事では島原号と同じく福岡市と島原半島を結び、長崎県交通局が運行していた高速バス路線である雲仙号（うんぜんごう）についても記述する。

## 概要
福岡市と諫早市・島原市を結ぶ高速バスで、雲仙市内を含む島原鉄道線沿線の主要地域に停車する。1990年1月27日の開業以降、ダイヤ上はあまり大きな変化もないまま今日まで推移している。同じく福岡市と諫早市内を結ぶ九州急行バスの「九州号」と異なり、諫早市の中心部に停車する。福岡市と島原市を約3時間で結んでおり、西鉄電車とやまさ海運の高速船「三池島原ライン」の乗り継ぎに比べて所要時間は長いが、運賃は安い。
島原半島東部の島原市発着の当路線に対し、かつては半島西部の小浜町の雲仙温泉・小浜温泉と福岡市を結ぶ西鉄と長崎県営バス運行の高速バス「雲仙号」（後述）があったが、これは2004年4月1日に廃止された。代替として、「島原号」と島鉄の諫早 - 雲仙間の路線バスとの乗り継ぎ割引乗車券を発売していたが、のちに諫早発の島鉄バス全路線対応の乗り継ぎ乗車券として発売されている。
座席は全便座席指定制で、乗車には基本的に予約が必要である（ただし、空席が有る場合は予約なしで乗車することも可能である）。また、「九州号」の一部が停車する嬉野インター・大村インター・大村木場は全便通過する。

## 運行会社
- 島鉄バス　
  - 担当営業所：島原営業所
- 西日本鉄道
  - 担当営業所：博多自動車営業所

## 沿革
- 1990年1月27日 - 「島原号」運行開始。
- 1997年4月23日現在の停車地は博多駅交通センター、西鉄天神バスセンター、中（大野城市）、筑紫野、基山、高速鳥栖神辺、高速中原、高速神埼、島鉄諫早駅前ターミナル、愛野、多比良駅前、島原駅前、島鉄バスターミナル。
- 1999年3月28日 - 都市高速2号線全通に伴うダイヤ改正。中、高速鳥栖神辺、高速中原、高速神埼に停車しなくなる。
- 2004年6月1日 - 同年3月末で廃止となった「雲仙号」の代替として「島原号」乗り継ぎ専用特急バスを運行開始。停車地は島鉄諫早駅前ターミナル、千々石小学校前（千々石町）、島鉄小浜発着所（小浜町）、西入口（同）、新湯ビジターセンター前（同）、島鉄雲仙発着所（同）。※町名はいずれも当時のもので現在はいずれも雲仙市
- 2005年9月30日 - 乗り継ぎ専用特急バスを運行休止[要出典]。これに伴い、「島原号」と諫早発島鉄バス全路線対応乗り継ぎ乗車券を発売開始。
- 2007年4月1日 - 停車地に本諫早駅前を追加。諫早駅前バスターミナルの統合に伴う島鉄諫早駅前ターミナルの廃止により、諫早駅前の停車地を県営バス諫早駅前ターミナルに変更[要出典]。
- 2012年12月3日 - 西鉄便の担当が福岡高速自動車営業所（運行を西鉄高速バスに管理委託）から博多営業所（自社直営）に変更[要出典]。
- 2015年4月1日 - ダイヤ改正。愛野地区の停車地を愛野から愛野駅前に変更。西鉄天神バスセンター→西鉄天神高速バスターミナルに改称（バスターミナル名改称のため）[要出典]。
- 2021年1月20日 - 新型コロナウイルス感染症の流行の影響により運休。
- 2021年3月7日 - 運行再開とダイヤ改正。島鉄バスターミナルの廃止に伴い、島原側の起終点を島鉄バスターミナルから島原港に変更。
- 2023年11月1日 - ダイヤ改正。「筑紫野（二日市温泉）」停留所における乗降扱いを廃止。新たに、多久西PAにおいて5分間の途中休憩を設定。
- 2024年4月1日 - 国道251号利用区間の一部を島原道路（愛野IC - 森山西IC）載せ替えにより経路変更。これに伴い、「愛野駅前」停留所から「川端」停留所へ乗降場所を変更[1][2][3]。

## 運行経路・停車停留所
太字は停車停留所。なお、クローズド・ドアとなる区間が島原行きと福岡行きでは異なっている。
博多バスターミナル - 西鉄天神高速バスターミナル - 天神北ランプ - （福岡都市高速1号線・2号線） - 太宰府IC - （九州自動車道）  - 高速基山 - 鳥栖JCT - （長崎自動車道） - 諫早IC - 諫早駅前 - 本諫早駅前 - 川端 - 愛野IC - （島原道路） - 森山西IC - 多比良駅前 - 島原駅前 - 島原港
- 島原行きは、博多バスターミナル - 高速基山は乗車のみ。県営諫早駅前ターミナル - 多比良駅は乗降可（ただし、諫早駅前→本諫早駅前のみの乗車はできない）。島原駅・島原港は降車のみとなる。
- 福岡行きは、島原港 - 県営諫早駅前ターミナルは乗車のみ。高速基山は乗降可。西鉄天神高速バスターミナル・博多バスターミナルは降車のみとなる。
- 諫早市内 - 島原市内は国道57号ならびに国道251号を経由する。
- 本路線は長らく途中休憩は設けられていなかったが、2023年11月の改正により長崎道多久西PAにおいて5分間の休憩が設けられた。

## 車両・車内設備
- ハイデッカー（西鉄便の一部はスーパーハイデッカー）
- 4列シート
- 化粧室
- 毛布
- 座席コンセント（島鉄便は一部車両のみ）
- Wi-Fi（西鉄便のみ）

運行開始当初は西鉄側がスーパーハイデッカーを使用し、西鉄・島鉄とも3列シートであった。また、過去においてはマルチステレオ（音楽サービス）・おしぼり・湯茶サービスもあったが、現在は廃止されている。
島鉄車のうち1台は貸切からの転用車であり、この車両のみ化粧室が設置されていない。

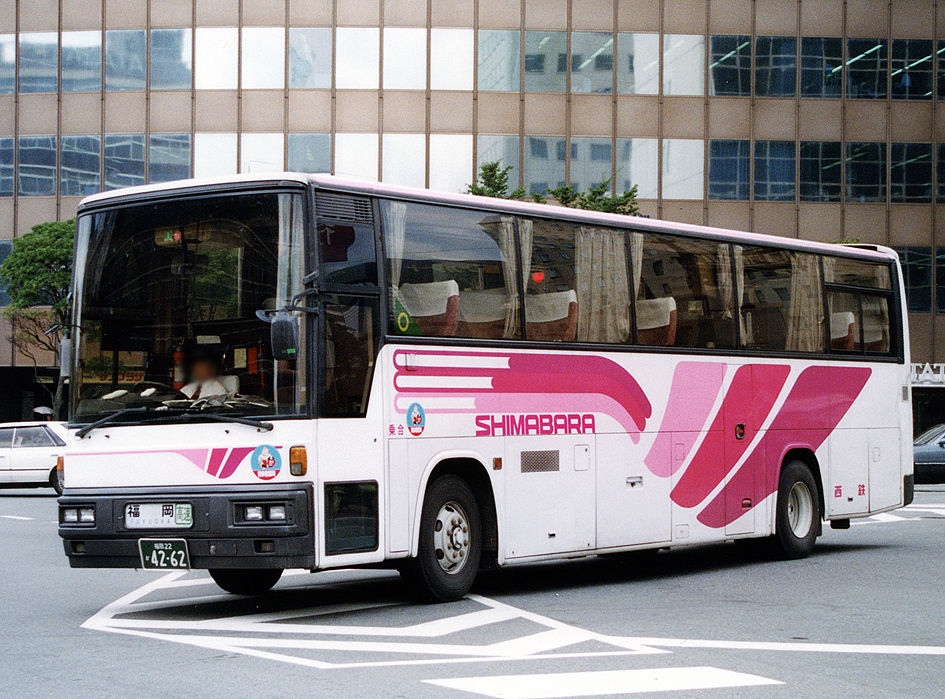
西日本鉄道 社番4455/福岡22か 4262（三菱P-MS725S） 西鉄の初代専用車両で3列（2+1列）シートである
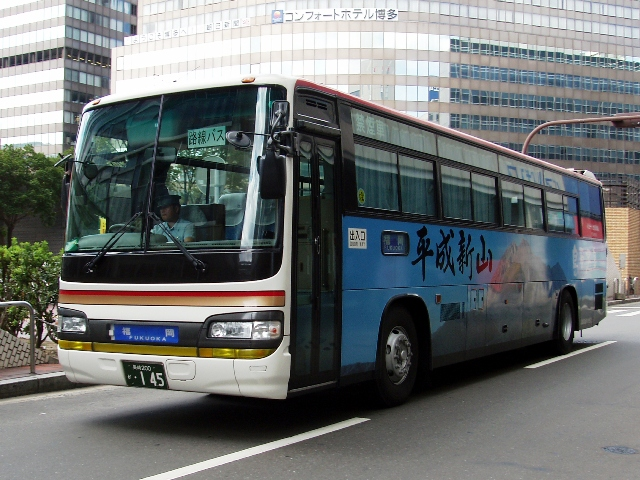
島原鉄道 長崎200か145（日野KL-RU4FSEA） 島鉄の2代目専用車両で平成新山のラッピングが施されている

## 雲仙号

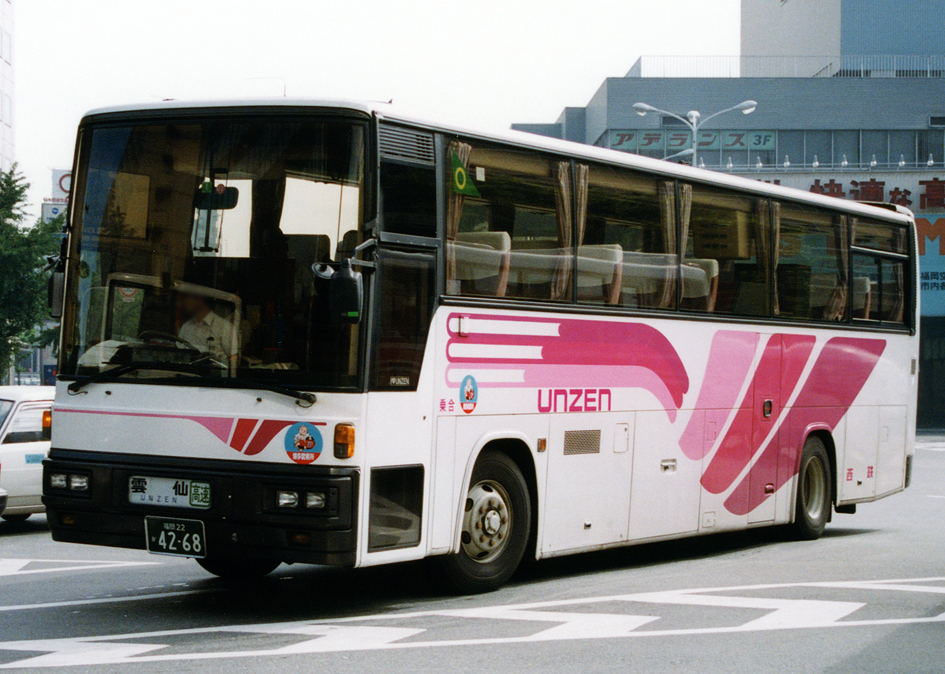
雲仙号（西日本鉄道 1992年）

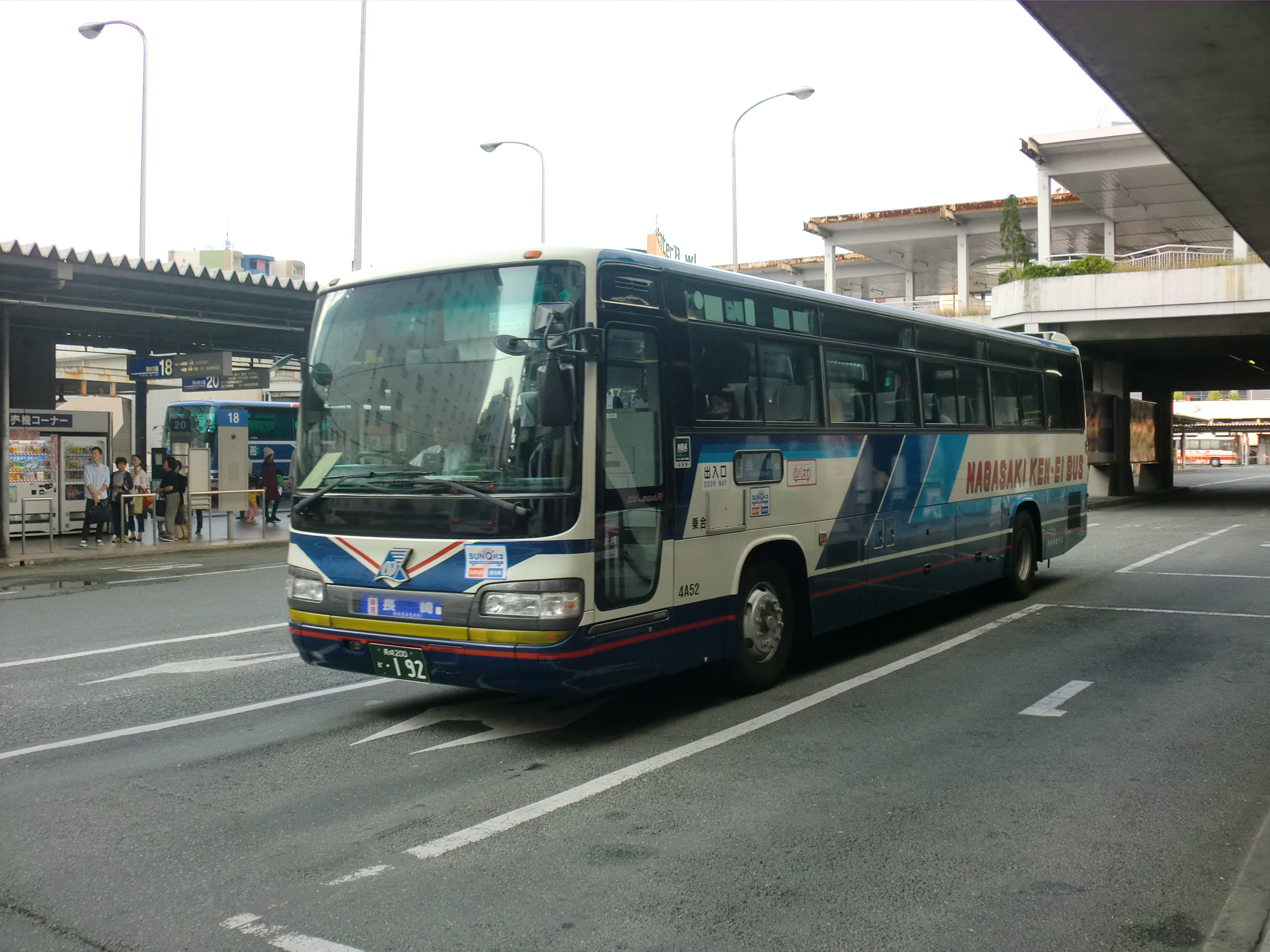
県営バス単独運行移行後に雲仙号に使用された日野・セレガR（廃止後は「りんどう号」などに使用）

雲仙号（うんぜんごう）はかつて福岡市と諫早市・雲仙（小浜町、現・雲仙市）間を結んで運行されていた高速バスで、島原号と同日の1990年1月27日に運行開始された。運行開始当初は西鉄と長崎県交通局の共同運行で4往復が運行されていたが、1999年6月に西日本鉄道が撤退して長崎県交通局単独運行に変更されて3往復となった後、2004年3月31日をもって廃止された。
1997年4月23日時点の停車地は博多駅交通センター、西鉄天神バスセンター、中、筑紫野、基山、高速鳥栖神辺、高速中原、高速神埼、県営バス諫早駅前ターミナル、愛野、千々石学校前、小浜（県営バスターミナル）、西入口、新湯ビジターセンター前、島鉄雲仙営業所前、雲仙で、1999年3月28日改正で「島原号」と同様に中、高速鳥栖神辺、高速中原、高速神埼に停車しなくなっていた。福岡市内から愛野までは島原号とほぼ同じルートであったが、島原号は諫早駅前の停車地が島鉄諫早駅前ターミナルであったのに対し、雲仙号は諫早駅前の停車地が県営バス諫早ターミナルであり、島原号とは異なっていた。
車両はスーパーハイデッカー・3列シート車が使用されたが、県営の単独運行となった後はハイデッカー・4列シート車に置き換えられた。